# تی‌وی ازتکا
تی‌وی ازتکا (به اسپانیایی: TV Azteca) شرکت رسانه‌های گروهی مکزیکی است، که پس از تله ویسا به‌عنوان دومین شرکت رسانه‌ای مکزیک شناخته می‌شود. این شرکت متعلق به شرکت مکزیکی گروپو سالیناس می‌باشد و در زمینه مدیریت بر شماری از شبکه‌های تلویزیونی فعالیت می‌کند.
شرکت ازتکا در سال ۱۹۶۸ فعالیتش را آغاز نمود و در حال حاضر مالک شبکه رسانه‌ای است، که در ایالات متحده آمریکا و ۱۳ کشور دیگر در آمریکای مرکزی و آمریکای جنوبی دارای عملیات می‌باشد.
دفتر مرکزی این شرکت در شهر مکزیکو سیتی، مکزیک قرار دارد و بخشی از سهام آن در بورس اوراق بهادار مکزیک معامله می‌شود. ریکاردو سالیناس پلیئگو (مالک اصلی گروپو سالیناس) دومین فرد ثروتمند مکزیک، مالکیت این شرکت را در اختیار دارد.